# 日本ダイヤバルブ
日本ダイヤバルブ株式会社（にほんだいやばるぶ、英文社名：Nippon Daiya Valve）は、日本のバルブメーカーである。ダイヤフラムバルブ等のバルブを国内外で販売・輸出している。ダイヤフラムバルブの国内シェアがトップクラス。

## 会社概要
- ダイヤフラムバルブをはじめとし、ボールバルブ、バタフライバルブ等を製造・取り扱うバルブメーカー。
- 特にダイヤフラムバルブは、日本国内でのシェアがトップクラス。
- サニタリー仕様のバルブの扱いも豊富である。

## 沿革
- 1955年（昭和30年）7月 - 資本金1000万円にて会社を設立。
- 1958年（昭和33年）8月 - 三共株式会社の傘下に入る。
- 1999年（平成11年）4月 - ISO9001認証取得。
- 2005年（平成17年）4月 - 西華産業株式会社の傘下に入る。
- 2006年（平成18年）9月 - 中華人民共和国に天津泰雅閥門有限公司を設立する。
- 2008年（平成20年）3月 - ISO14001認証取得。
- 2015年（平成27年）3月 - タイにNDV(Thailand)Co., Ltd.を開設[1]。

## 製造拠点・事業所
- 本社・工場（東京都品川区）
- 大阪製造所（大阪府八尾市）
- 大阪支店（大阪府大阪市中央区）
- 名古屋営業所（愛知県名古屋市 中川区）
- 岡山営業所（岡山県岡山市北区）
- 北九州営業所（福岡県北九州市小倉北区）